# 石佗
石佗（？—325年），是十六国后赵将领。
325年（东晋太宁三年、前赵光初八年、后赵赵王七年）北羌王盆句除归附前赵，石佗从雁门经上郡攻打他，俘虏三千余落，劫获牛、马、羊一百多万头返回。前赵皇帝刘曜派中山王刘岳追袭，刘曜屯军富平声援，刘岳与石佗在黄河沿岸交战，石佗被杀，后赵兵士死亡六千多人，刘岳全数夺回被石佗所获的人畜。